# Älvdalsbahn
| Bahnhof Oxberg (2012) |                                                               |                                                          |                                                          |
| Streckennummer: | 54                                                            |                                                          |                                                          |
| Streckenlänge: | 40,71 km                                                      |                                                          |                                                          |
| Spurweite: | 1435 mm (Normalspur)                                          |                                                          |                                                          |
| Stromsystem: | Mora–Morastrand 15 kV, 16,7 Hz ~                              |                                                          |                                                          |
| Streckengeschwindigkeit: | Bandel 371: (Mora)–Blyberg 40 km/h, (Blyberg)–Märbäck 10 km/h |                                                          |                                                          |
| |                                                               |                                                          |                                                          |
| \| \| 40,707 \| Älvdalen \| 236 m ö.h. \| \| \| \| Riksväg 70 \| \| \| \| 38,813 \| Kopframpe[2] \| Kopframpe[2] \| \| \| 38,650 \| Mjågen (Mjögen) \| Mjågen (Mjögen) \| \| \| 37,767 \| Märbäck \| Märbäck \| \| \| 36,353 \| Gåsvarv \| 255 m ö.h. \| \| \| 31,284 \| Blyberg (ehem. Bf.) \| 241 m ö.h. \| \| \| \| Riksväg 70 \| \| \| \| 28,332 \| Österdalälven (Oxbergsbron, komb. Schiene-Straße, 150 m) \| Österdalälven (Oxbergsbron, komb. Schiene-Straße, 150 m) \| \| \| 27,279 \| Oxberg \| 207 m ö.h. \| \| \| 21,734 \| Gopshus \| 207 m ö.h. \| \| \| 13,000 \| Läde \| 207 m ö.h. \| \| \| 8,659 \| Eldris \| 205 m ö.h. \| \| \| 2,088 \| Morkarlby \| 172 m ö.h. \| \| \| \| Europastraße 45 \| \| \| \| \| Inlandsbahn von Kristinehamn \| \| \| \| 1,070 \| Morastrand \| 171 m ö.h. \| \| \| 0,000 \| Mora \| 167 m ö.h. \| \| \| \| Österdalälven \| \| \| \| \| nach Östersund \| \| \| \| \| Bahnstrecke Orsa–Falun nach Rättvik \| \| \| \| \| \| \| \| Quellen: [3] \| \| \| \| |                                                               |                                                          |                                                          |
| Kopfbahnhof Streckenanfang (Strecke außer Betrieb) | 40,707                                                        | Älvdalen                                                 | 236 m ö.h.                                               |
| Bahnübergang (Strecke außer Betrieb) |                                                               | Riksväg 70                                               | Riksväg 70                                               |
| | 38,813                                                        | Kopframpe                                                | Kopframpe                                                |
| ehemaliger Haltepunkt / Haltestelle | 38,650                                                        | Mjågen (Mjögen)                                          | Mjågen (Mjögen)                                          |
| Blockstelle | 37,767                                                        | Märbäck                                                  | Märbäck                                                  |
| ehemaliger Bahnhof | 36,353                                                        | Gåsvarv                                                  | 255 m ö.h.                                               |
| Blockstelle | 31,284                                                        | Blyberg (ehem. Bf.)                                      | 241 m ö.h.                                               |
| Strecke mit Straßenbrücke |                                                               | Riksväg 70                                               | Riksväg 70                                               |
| Brücke über Wasserlauf | 28,332                                                        | Österdalälven (Oxbergsbron, komb. Schiene-Straße, 150 m) | Österdalälven (Oxbergsbron, komb. Schiene-Straße, 150 m) |
| ehemaliger Bahnhof | 27,279                                                        | Oxberg                                                   | 207 m ö.h.                                               |
| ehemaliger Bahnhof | 21,734                                                        | Gopshus                                                  | 207 m ö.h.                                               |
| ehemaliger Haltepunkt / Haltestelle | 13,000                                                        | Läde                                                     | 207 m ö.h.                                               |
| ehemaliger Haltepunkt / Haltestelle | 8,659                                                         | Eldris                                                   | 205 m ö.h.                                               |
| ehemaliger Bahnhof | 2,088                                                         | Morkarlby                                                | 172 m ö.h.                                               |
| Bahnübergang |                                                               | Europastraße 45                                          | Europastraße 45                                          |
| Abzweig geradeaus und von rechts |                                                               | Inlandsbahn von Kristinehamn                             | Inlandsbahn von Kristinehamn                             |
| Haltepunkt / Haltestelle | 1,070                                                         | Morastrand                                               | 171 m ö.h.                                               |
| Bahnhof | 0,000                                                         | Mora                                                     | 167 m ö.h.                                               |
| Brücke über Wasserlauf |                                                               | Österdalälven                                            | Österdalälven                                            |
| Abzweig geradeaus und nach links |                                                               | nach Östersund                                           | nach Östersund                                           |
| Strecke |                                                               | Bahnstrecke Orsa–Falun nach Rättvik                      | Bahnstrecke Orsa–Falun nach Rättvik                      |
| |                                                               |                                                          |                                                          |
| Quellen: |                                                               |                                                          |                                                          |

Die Älvdalsbahn (schwed.: Älvdalsbanan) ist eine nur noch dem Güterverkehr dienende Eisenbahnstrecke in der mittelschwedischen Provinz Dalarnas län.

## Mora–Älvdalens Järnvägsaktiebolag (MEJ)
In den frühen 1890er Jahren investierte die Gemeinde Älvdalen eine Million Kronen für die Voruntersuchung und dann den Bau einer Bahnstrecke zwischen Älvdalens kyrkby und dem Bahnhof Mora Noret an der bereits bestehenden Strecke der Falun–Rättvik–Mora Järnvägsaktiebolag (FRMJ) nach Falun. C. H. Öhnell führte diese Untersuchungen durch; danach wurde eine Konzession beantragt und die Mora–Älvdalens Järnvägsaktiebolag (MEJ) gegründet. Die Konzession für die Strecke wurde am 28. August 1894 erteilt. 1895 wurde die Konzession für den Streckenabschnitt Mora–Mora Noret an die FRMJ abgegeben.
1897 wurde mit den Bauarbeiten begonnen. Die Stationsgebäude plante der Architekt Ferdinand Boberg. Im August 1899 war die Brücke über den Österdalälven bei Oxberg fertiggestellt. Der erste Personenzug fuhr inoffiziell am 8. Oktober 1899. Der Betrieb wurde durch die Mora–Vänerns Järnväg (MVJ) durchgeführt. Die 40,71 km lange Strecke zwischen Älvdalen und Mora wurde nach dreijähriger Arbeit am 1. November 1900 für den allgemeinen Verkehr eröffnet. Sie zweigt in Mora von der Inlandsbahn ab und führte in Richtung Westen bis zum Endbahnhof Älvdalen. Ursprüngliche Pläne, die Strecke nach Elverum in Norwegen zu verlängern, wurden nicht weiter verfolgt.
1901 wurde festgestellt, dass die gezeichnete eine Million Kronen nicht ausreichen würden. Deshalb wurde zusätzlich ein Kredit über 800.000 Kronen bei der Stockholms Enskilda Bank mit einer 40-jährigen Laufzeit aufgenommen. Die finanzielle Lage blieb schlecht; bis 1904 konnten die 4.000 Kronen für die 1898 gelieferten Schwellen an die Kopparberg-Hofors Sägewerksgesellschaft nicht bezahlt werden. Deshalb wurde im gleichen Jahr der Gävle–Dala Järnvägsaktiebolag (GDJ) und der MVJ die Übernahme der Gesellschaft angeboten. Beide zeigten jedoch kein Interesse.
1906 ging die Mora–Älvdalens Järnvägsaktiebolag in die Insolvenz. Bei der Hauptversammlung der Gävle–Dala Järnvägsaktiebolag 1907 wurde vorgeschlagen, dass die FRMJ die MEJ kaufen solle. Bei der Versteigerung der MEJ am 26. Mai 1908 erhielt die FRMJ für 480.000 Kronen den Zuschlag. Formell wurden die Verwaltung und der Verkehrsbetrieb der MEJ am 1. Mai 1909 von der FRMJ übernommen.
Durch die Auflösung der Falun–Rättvik–Mora Järnvägsaktiebolag (FRMJ) ging die Strecke 1920 an die Gävle–Dala Järnvägsaktiebolag (GDJ) über. Die GDJ wurde 1948 verstaatlicht und somit die Statens Järnvägar (SJ) Betreiber der Strecke.

## Verkehr
Die Mora–Älvdalens Järnvägsaktiebolag hatte keine eigenen Fahrzeuge und musste diese hauptsächlich von der Mora–Vänerns Järnväg ausleihen. In den ersten Betriebsjahren fuhren zwei Güterzüge, die auch Personenwagen mit sich führten. Später kamen zwei reine Personenzüge hinzu, die in Mora Anschluss in Richtung Stockholm hatten.
1940 wurden im Personenverkehr die ersten Triebwagen eingesetzt. Der letzte Personenzug von Älvdalen nach Mora fuhr am 9. Juni 1954. Nach anderen Quellen soll es Personenverkehr ab den 1930er Jahren bis zum 1. September 1961 gegeben haben. Die Dampflokomotiven wurden in den 1970er Jahren von Diesellokomotiven ersetzt. Zum Einsatz kamen vor allem im Sommer Lokomotiven der Baureihe Tb in Mehrfachtraktion, die im Winter im Schneeräumdienst eingesetzt wurden.
1982 wurde der zehn Kilometer lange Abschnitt Blyberg–Älvdalen wegen Instandhaltungsarbeiten zehn Monate lang gesperrt. Im Juni 1983 wurde der Betrieb wieder aufgenommen. Am 1. Oktober 1989 wurde der Güterverkehr zwischen Älvdalen und Blyberg eingestellt. Der Abbau der Strecke Älvdalen–Märbäck fand 1995 statt. Später wurde der Güterverkehr nach Märbäck wieder aufgenommen. 1997 wurde der Güterverkehr von privaten Unternehmen übernommen. Hier fuhr zuerst Woxna Express Holzganzzüge auf der Strecke Märbäck–Mora–Orsa–Bollnäs. 1999 übernahm Orsatåg diese Transporte bis 2001. Heute ist Green Cargo für den regelmäßigen Einzelwagenverkehr von Mora nach Blyberg zuständig und verwendet hierfür die Baureihe T44.
Nach Märbäck gab es nur Bedarfsverkehr. Im Dezember 2013 wurde bekannt, dass verschiedene schwedische Bahnstrecken auf der Streichliste von Trafikverket stehen. Auch die Strecke zwischen Märbäck und Blyberg fiel den Betriebseinstellungen zum Opfer, so dass nach den Weihnachtsferien 2013/14 die Strecke für den Eisenbahnverkehr gesperrt wurde. Zuletzt lag die Höchstgeschwindigkeit für den 7,5 Kilometer langen Abschnitt bei nur noch 10 km/h. Bei Kilometer 32,500 wurde ein Prellbock aufgestellt und die Reststrecke abgetrennt. Unabhängig davon ist die Strecke Märbäck–Blyberg noch in den Unterlagen von SJ enthalten (Bandel 371) und mit upphört underhåll gekennzeichnet.
Im Personenverkehr verkehrten Sonderzüge, vor allem im Zusammenhang mit dem Wasalauf, bis nach Oxberg. Am 2. November 2016 wurde mitgeteilt, dass die Oxbergbrücke auf Grund des schlechten Zustandes ab sofort für den gesamten Verkehr gesperrt wird. Ein Alternativplan lag zu diesem Zeitpunkt nicht vor, jedoch wurde angenommen, dass ein Neubau bis 2020/21 mit getrennten Spuren für Bahn und Straße zur Verfügung stehen könnte. Am 1. Dezember wurden die in Blyberg verbliebenen 23 Güterwagen als letzte Zugfahrt über die alte Brücke überführt.
Bereits im Juni 2017 stand nach Abriss der alten Brücke eine Behelfsbrücke kurz vor der Inbetriebnahme. Die Wiederinbetriebnahme der Bahnstrecke nach Blyberg erfolgte mit einer feierlichen Eröffnung am 3. Juli 2017. Da das schwedische Militär Interesse an einer Verladung bei Märbäck geäußert hat, steht auch eine Wiederinbetriebnahme des nördlichen Teils der Bahnstrecke im Raum. Nach järnväg.net fanden im Herbst 2023 Rodungsarbeiten statt.

## Unglücke
Durch den Bau der Strecke zwischen Gopshus und Oxberg entlang des Österdalälven gab es mehrfach Schäden durch Überschwemmungen. Bereits im Mai 1906 unterspülten die Wassermassen das Gleis, so dass nur bis zur Brücke bei Oxberg gefahren werden konnte. Die Fahrgäste mussten die Brücke zu Fuß überqueren und wurden den ganzen Sommer über mit Pferdekarren bis Älvdalen gebracht.
1928 wurde durch Treibeis die Strecke rund 1,5 km zwischen Gopshus und Oxberg weggespült. Das Eis wurde vom schwedischen Militär gesprengt. Die Reparaturarbeiten, bei denen bis zu 50 Arbeiter eingesetzt waren, dauerten fünf Monate, in denen der Verkehr ruhte. 1943 und 1965 wiederholte sich dieses Problem in gleicher Weise, allerdings war 1965 nur noch der Güterverkehr behindert.